# Адель Хаміс
Адель Хаміс Джумаа Мубарак Аль-Нубі (араб. عادل خميس; нар. 11 листопада 1965, Катар) — катарський футболіст, захисник.

## Життєпис
Футбольну кар'єру розпочав 1979 року в юнацькій команді «Аль-Іттіхад». У 1983 році переведений до дорослої команди, коли команда виступала в Другому дивізіоні Катару. У 1984 році дебютував у національній збірній Катару під керівництвом Еварісто де Маседо, коли гравцеві було 18 років. Став першим катарським футболістом, який грав за кордоном, коли з 1997 по 1998 рік виступав за кувейтську «Аль-Кадісію». Завершив міжнародну кар'єру 2000 року, після прощального матчу проти Судану.